# Kimberly Ribble
Kimberly Ribble (Hamilton, 11 de agosto de 1974) es una deportista canadiense que compitió en judo.
Ganó tres medallas en el Campeonato Panamericano de Judo entre los años 1996 y 1999. Participó en los Juegos Olímpicos de Sídney 2000, donde finalizó decimotercera en la categoría de –78 kg.

## Palmarés internacional
| Campeonato Panamericano | Campeonato Panamericano         | Campeonato Panamericano | Campeonato Panamericano |
| Año                     | Lugar                           | Medalla                 | Categoría               |
| ----------------------- | ------------------------------- | ----------------------- | ----------------------- |
| 1996                    | San Juan (Puerto Rico)          | Medalla de bronce       | +72 kg                  |
| 1998                    | Santo Domingo (Rep. Dominicana) | Medalla de plata        | –78 kg                  |
| 1999                    | Montevideo (Uruguay)            | Medalla de plata        | –78 kg                  |